# Али паша тюрбе
Али паша тюрбе (на македонска литературна норма: Али паша турбе; на турски: Ali Paşa Türbe) е османска гробница, намираща се в град Скопие, Северна Македония.
Тюрбето е разположено в комплекса на Султан Мурад джамия, до източната фасада на храма. Изградено е в 1188 година от Хиджра (= 1774 от Христа). В архитектурно отношение принадлежи към типа отворени тюрбета с купол на шестоъгълна основа, покрит с олово и подпрян на шест масивни колони. Изградено е от дялан камък като за спойващ материал е използвано олово. На фасадата в нисък релеф са изобразени джамия с минаре, друго минаре с канелюри и две вази с цветя. В тюрбето има два каменни саркофага, в които са погребани жената и дъщерята на Али паша от Дагестан.